# A noite dos Poetas Assassinados

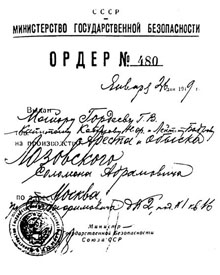
Ordem para prender Lozovsky

A noite dos Poetas Assassinados (em russo: Дело Еврейского антифашистского комитета, romanizado: Dela Yevreyskovo antifashistskovo komiteta, lit. Iídiche: הרוגים מלכות פֿונעם ראַטנפאַרבאַנד, romanizado: Harugim malkhes funem Ratnfarband, lit. 'Mártires da União Soviética') foi a execução de treze judeus soviéticos na prisão de Lubyanka, em Moscou, em 12 de agosto de 1952. As prisões foram feitas pela primeira vez em setembro de 1948 e junho de 1949. Todos os réus foram falsamente acusados de espionagem e traição, além de muitos outros crimes. Após suas prisões, eles foram torturados, espancados e isolados por três anos antes de serem formalmente acusados. Havia cinco escritores iídiche entre esses réus, todos fazendo parte do Comitê Antifascista Judaico (CAJ).

## Vítimas
1. Peretz Markish (1895–1952), poeta iídiche, co-fundador da Escola de Escritores, uma escola literária iídiche na Rússia soviética
2. Dovid Hofshteyn (1889–1952), poeta iídiche
3. Itzik Feffer (1900–1952), poeta iídiche, informante do Ministério do Interior
4. Leib Kvitko (1890–1952), poeta iídiche e escritor infantil
5. David Bergelson (1884–1952), um distinto romancista
6. Solomon Lozovsky (1878-1952), Diretor do Escritório de Informação Soviético, Vice-Comissário de Relações Exteriores, denunciou vigorosamente as acusações contra si mesmo e outros
7. Boris Shimeliovich (1892–1952), diretor médico do Hospital Clínico Botkin, Moscou
8. Benjamin Zuskin (1899–1952), assistente e sucessor de Solomon Mikhoels como diretor do Teatro Judaico Estatal de Moscou
9. Joseph Yuzefovich (1890–1952), pesquisador do Instituto de História da Academia Soviética de Ciências, líder sindical
10. Leon Talmy (1893–1952), tradutor, jornalista, ex-membro do Partido Comunista dos EUA
11. Ilya Vatenberg (1887-1952), tradutor e editor do Eynikeyt, jornal do CAJ; Líder sionista trabalhista na Áustria e nos EUA antes de retornar à URSS em 1933
12. Chaika Vatenberg-Ostrovskaya (1901-1952), esposa de Ilya Vatenberg, tradutor do CAJ.
13. Emilia Teumin (1905-1952), editora-adjunta do Dicionário Diplomático; editor, Divisão Internacional, Gabinete de Informação Soviético
14. Solomon Bregman (1895-1953), Vice-Comissário dos Negócios Estrangeiros. Entrou em coma após denunciar o julgamento e morreu na prisão cinco meses após as execuções
15. Lina Stern (ou Shtern) (1878-1968), bioquímica, fisiologista e humanista e a primeira mulher acadêmica na Academia Russa de Ciências e é mais conhecida por seu trabalho pioneiro sobre a barreira hematoencefálica. Ela foi a única sobrevivente entre os quinze réus.

Alguns que estavam direta ou indiretamente ligados ao CAJ na época também foram presos nos anos que cercaram o julgamento. Embora Salomão Mikhoels não tenha sido preso, sua morte foi ordenada por Stalin em 1948. Der Nister, outro escritor iídiche, foi preso em 1949 e morreu em um campo de trabalhos forçados em 1950. O crítico literário Yitzhak Nusinov morreu na prisão, e os jornalistas Shmuel Persov e Miriam Zheleznova foram baleados – tudo em 1950.

## Consequências
Stalin continuou sua opressão aos judeus com o complô dos Doutores. Semanas após a morte de Stalin, em 5 de março de 1953, a nova liderança soviética renunciou ao complô dos médicos, o que levou a perguntas sobre a situação semelhante com os réus do CAJ. Após a descoberta de que grande parte do testemunho do julgamento era resultado de tortura e coerção, o processo foi reexaminado. Em 22 de novembro de 1955, o Colegiado Militar da Suprema Corte da URSS determinou que "não havia substância nas acusações" contra os réus e encerrou o caso.
Muitos dos membros sobreviventes do CAJ emigraram para Israel na década de 1970.